# Shuvuuia
Shuvuuia (uitgesproken: sjoevoe-oe-ie-aa) is een op een vogel lijkend geslacht van theropode dinosauriërs dat tijdens het late Krijt, meer bepaald 75 miljoen jaar geleden in het Campanien, in het gebied van het huidige Mongolië leefde. Het is een lid van de Alvarezsauridae, een groep bestaande uit kleine Coelurosauria.
De eerste fossielen van Shuvuuia werden gevonden in 1992. Het geslacht kreeg in 1998 zijn naam, die zoiets als "die als een vogel" betekent, toen de typesoort Shuvuuia deserti benoemd werd. Dit is de enige soort die in het geslacht benoemd is. Van de soort is een half dozijn gedeeltelijke skeletten beschreven die samen een goed beeld opleveren van de bouw van het dier.
Shuvuuia werd ongeveer zestig centimeter lang en één kilogram zwaar. Hij was bevederd en warmbloedig. Hij liep op lange achterpoten waarmee hij hard kon wegrennen voor grote roofdieren. Zijn voorpoten waren heel kort maar ook heel krachtig. Ze droegen een grote duimklauw. De geleerden zijn het er niet over eens waarvoor die gebruikt werd. Misschien dat de klauwen dienden om termietennesten open te breken of de bast van bomen te trekken zodat insecten gegeten konden worden. Daarop wijst ook de lange snuit die onafhankelijk van de achterkant de schedel iets omhooggeklapt kon worden, wat het eenvoudiger maakt nauwkeurig kleine prooidiertjes te pakken. Ook vogels hebben zo'n losse snuit en in het begin werd gedacht dat Shuvaaia een vogel was.

## Ontdekking en naamgeving
Shuvuuia werd in 1992 ontdekt in de Gobiwoestijn, meer bepaald in de provincie Ömnögovĭ, door een expeditie van het American Museum of Natural History, financieel ondersteund door Mercedes-Benz, the National Science Foundation en de Jaffe Foundation. In 1996 wees Luis Maria Chiappe drie specimina, IGM 100/975, IGM 100/977 en IGM 100/1001 toe aan Mononykus. Later werd onderkend dat het bij deze fossielen om een aparte soort ging.
De typesoort Shuvuuia deserti werd voor de eerste keer benoemd en kort beschreven in het tijdschrift Nature op 24 maart 1998 door een team van onderzoekers van het American Museum of Natural History en de George Washington-universiteit: Chiappe, Mark Norell en James Clark. De soortnaam als geheel betekent "woestijnvogel". De geslachtsnaam is afgeleid van het Mongoolse woord shuvuu (шувуу) wat "vogel" betekent. De soortaanduiding is de genitief van het Latijnse desertum, "woestijn",  als verwijzing naar het klimaat waarin de soort leefde.
Fossielen van Shuvuuia zijn gevonden op twee plaatsen in de Djadochtaformatie die dateert uit het Campanien: Ukhaa Tolgod en Tögrögiin Shiree. De leeftijd van deze locaties wordt geschat op 75 miljoen jaar oud. Onder de geslachten uit dezelfde formatie bevinden zich onder andere Velociraptor en Protoceratops.
Het holotype, IGM 100/975, bestaat uit een gedeeltelijk skelet zonder schedel. Bewaard zijn gebleven: negen halswervels, ruggenwervels, een heiligbeen, twintig staartwervels, twaalf chevrons, een onderkant van een schouderblad, een ravenbeksbeen, een opperarmbeen, een hand, stukken van de darmbeenderen, de bovenkant van een schaambeen en een zitbeen, de bovenkant van een dijbeen, de onderkanten van de scheenbeenderen, een sprongbeen, een tweede middenvoetsbeen, een derde middenvoetsbeen, een vierde middenvoetsbeen en teenkootjes.
Als paratypen werden aangewezen: het in 1993 gevonden specimen IGM 100/977: de voorkant van een skelet inclusief schedel, tongbeen en onderkaken; en specimen IGM 100/1001: een schedel met tongbeenapparaat en onderkaken.
Twee andere specimina, IGM 100/99 en MPD 100/120 (de laatste werd beschreven in 2002), zijn aan Shuvuuia toegewezen maar worden tegenwoordig gezien als behorend tot een Parvicursor sp. Wel authentiek lijken te zijn de in 2009 gemelde specimina IGM 100/1276, een gedeeltelijk skelet zonder schedel, en IGM 100/1305, een middenvoetsbeen. Verschillende andere exemplaren zijn in de literatuur gemeld maar missen een gepubliceerd inventarisnummer of formele beschrijving.
De schedel werd in 2003 in detail beschreven door David Laurence Dufeau maar in een niet-gepubliceerde dissertatie.

## Beschrijving

### Grootte en onderscheidende kenmerken

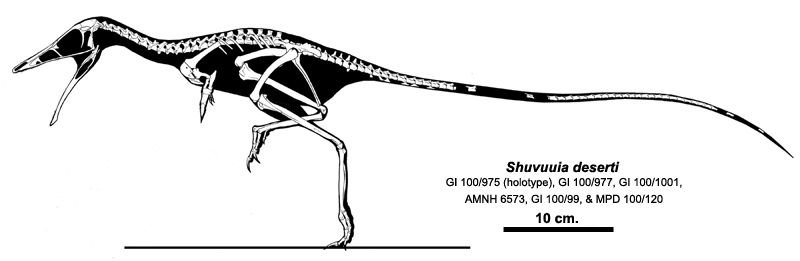
Een diagram van het skelet door Jaime Headden

Shuvuuia was met maar zestig centimeter lengte een klein en lichtgebouwd dier. Het is een van de kleinste gevonden dinosauriërs. Een individu met een lengte van zestig centimeter zou een gewicht hebben van ongeveer één kilogram.
De laatste jaren zijn verschillende verwanten van Shuvuuia ontdekt die sterk op hem lijken, zoals Ceratonykus. Er zijn nog enkele kenmerken over waarin Shuvuuia uniek is. Het schaambeen heeft een ronde doorsnede. De schachten van het dijbeen en het onderbeen zijn wat naar buiten gebogen. Er bevindt zich een scherpe richel op de binnenkant van de onderste tibiotarsus.

### Skelet

#### Schedel
De schedel is lichtgebouwd met lange en smalle kaken en zeer kleine tanden. De snuit is in zijaanzicht zeer laag en spits, als bij een vogel. Ook in bovenaanzicht is de snuit langwerpig maar meer U-vormig afgerond. De praemaxilla is kort en laag, met alleen de uiterste snuitpunt wat stomp afgerond. Het neusgat is een bijna horizontaal liggende spleet. De vrij korte opgaande takken van de praemaxillae kepen de neusbeenderen vooraan in. Het bovenkaaksbeen is zeer lang met vooral een langwerpige voorste tak, zonder vensters. Meer naar achter bevindt zich een uitholling, een fossa antorbitalis, met daarin twee openingen gescheiden door een beenbalk, die naar voren helt en verdiept ligt ten opzichte van de rest van de fossa. Beide openingen lijken zo deel uit te maken van een doorlopend geheel, een van voren afgeronde wig. De voorste opening, de fenestra maxillaris beslaat ongeveer 30% van de lengte van de fossa. De grotere achterste opening, de fenestra antorbitalis, heeft een naar voren hellende achterrand. Het traanbeen is wellicht T-vormig en draagt dan een zijwaarts uitstekend plat hoorntje. Een andere interpretatie is dat dit hoorntje een aparte verbening vertegenwoordigt die dan het prefrontale zou zijn of zelfs een ectethmoïde. In beide gevallen zou het een sterk afwijkende vorm hebben en is het traanbeen L-vormig met een zeer lange voorste tak en een vrijwel ontbrekende achterste tak. De duiding van deze situatie wordt bemoeilijkt doordat vanwege de algehele lichte bouw van de schedel lastig waarneembaar is of de afgrenzingen met de uitholling op het bovenkaaksbeen beennaden zijn of niet. De oogkas is erg groot, ook doordat zij zich onder vooraan in een hoge inkeping tot bijna aan de fenestra antorbitalis voortzet. Onder achteraan vervloeit zij met het hoge smalle onderste slaapvenster, doordat de dunne onderste tak van het postorbitale het jukbeen niet bereikt, een kenmerk dat typisch is voor meer afgeleide vogels. De onderrand van de zo ontstane holte wordt gevormd door de rechte dunne balk van het jukbeen. De bovenrand van de oogkas is licht bol gebogen en in zijaanzicht erg dun. Doordat de achterkant van de schedel veel breder is dan de snuit staan de ogen iets naar voren gericht zodat een mate van binoculair zicht mogelijk was. De buiging van de bovenrand van de orbita weerspiegelt die van de voorhoofdsbeenderen als geheel welke zich weer voortzet in een bolling van het hele schedeldak. Ook het dus bolle achterhoofd doet heel vogelachtig aan, hoewel de zwelling een stuk minder is dan bij de Troodontidae. De bolling gaat met een duidelijke knik over in de lijn van de snuit. De neusbeenderen raken de voorhoofdbeenderen maar in een kleine inkeping.
Shuvuuia kon volgens de beschrijvers zijn bovenkaak onafhankelijk van zijn hersenpan op en neer bewegen. Dit heet prokinesis. Deze prokinese werd wellicht mogelijk gemaakt door een lang en zeer slank quadratum, met een vierde van de lengte van de schedel, waarvan de buitenste benedenhoek van voor naar achter afgeplat is. Bovenaan heeft het quadratum twee duidelijke koppen, een buitenste aan de zijde van het postorbitale en squamosum die daar samen een facet voor vormen, terwijl de binnenste schuin naar achteren en voren gericht is richting hersenpan. Het quadratum zou volgens Chiappe vrij van voor naar achter kunnen schommelen. De dunne takken naar het squamosum en het quadratojugale zouden daarvoor geen bezwaar zijn. Het facetje onder op het squamosum/postorbitale zou als een gewricht kunnen functioneren. De verbinding met het achterste vorkje van het quadratojugale bestaat vermoedelijk uit een rekbaar kapsel. Via het quadratojugale wordt zo'n beweging nu doorgegeven aan het daarmee slechts via een kapsel verbonden jukbeen — een beennaad ontbreekt bij Shuvuuia — dat echter niet met het postorbitale verbonden is: oogkas en onderste slaapvenster vervloeien onderaan en het jukbeen heeft helemaal geen tak meer richting postorbitale en zelfs geen bult voor een kapselverbinding. Het jukbeen kan zo functioneren als een balk die de snuit naar voren duwt. De balk van het jukbeen achter zijn verbinding met het traanbeen is daarbij zeer dun en verticaal afgeplat zodat het wat naar boven kon buigen. De snuit kon dan enkele graden naar boven roteren over de losse verbinding tussen de voorhoofdsbeenderen en de neusbeenderen en de traanbeenderen/prefrontalia/ectethmoïden die als een draaipunt fungeerde. Dat de schedel weinig hecht was, wordt verder aangetoond door een slank en langwerpig in plaats van vierstralig verhemeltebeen, dat niet verbonden is met het jukbeen. Een probleem voor deze interpretatie vormt het feit dat de interne vleugel van het quadratum de achterzijde van het, overigens weer langwerpige, pterygoïde raakt. Daarbij ligt het mogelijke buigpunt van de snuit ver achteraan wat sommige onderzoekers bewogen heeft hier te spreken van een "mesokinesis".
Het postorbitale is een driestralig element waarvan niet alleen de onderste tak maar ook de takken naar het squamosum en het voorhoofdsbeen delicaat gevormd zijn. De uitwaaierende achterkanten van het voorhoofdsbeen vertegenwoordigen het breedste punt van de schedel. De voorhoofdsbeenderen zijn van achteren lobvormig ingekeept door de geheel vergroeide wandbeenderen. Die zijn zelf maar matig ingesnoerd door kleine niervormige bovenste slaapvensters. De wandbeenderen gaan aan de zijkanten met een vrij scherpe richel over in het achterhoofd; op de middenlijn ontbreekt die dwarskam en is de overgang naar het bijna horizontaal lopende bovendeel van het achterhoofd erg geleidelijk. Anders dan bij meer afgeleide vogels maakt het driestralige squamosum geen deel uit van de eigenlijke hersenpan.
De hersenpan is zodanig is erg beperkt van omvang en Shuvuuia toont niet de duidelijke vergroting van de hersencapaciteit die de basale vogels en de Troodontidae laten zien. Onder het vlakke, overdwars gebolde, bovendeel van het achterhoofd bevindt zich een zeer groot achterhoofdsgat met de vorm van een liggende ovaal. De wanverhouding tussen dit foramen magnum en de hersengrootte is opvallend; bij de meeste theropoden is hum omvang evenredig. De achterhoofdsknobbel is een stuk kleiner dan het achterhoofdsgat. Aan de bovenhoeken van het achterhoofd bevinden zich korte uitsteeksels, de processus paroccipitales, de aanhechtingen voor de musculus longissimus capitis superficialis die de kop heen en weer draait. Onder ieder uitsteeksel toont de zijkant van de hersenpan drie openingen verbonden met het middenoor, de recessus tympanici. De achterste daarvan opent in de recessus columellaris in plaats van de processus paroccipitalis te doorboren en dit is een vogelachtig kenmerk. Het basisfenoïde aan de onderste hersenpan heeft een duidelijke uitholling. Daarvóór hangen de processus basipterygoidei. Deze aanhangsels zijn opvallend lang in een mate die meer aan de Diplodocidae doet denken dan aan theropoden. Aan de voorkant van de hersenpan steekt een driehoekig parasfenoïde naar voren met een duidelijke richel op de onderkant. Enige pneumatische zwelling ontbreekt hier wat weer erg basaal is.

#### Onderkaken
De onderkaak is zeer lang en dun. Het tanddragende dentarium is licht naar beneden gebogen. Ook de achterkant is laag, waarbij het bovenprofiel zich strak naar achteren voortzet, zonder enig coronoïde uitsteeksel. Het surangulare bestaat zo uit een simpele dunne beenbalk boven een langwerpig zijvenster. Het surangulare is achteraan tamelijk breed met een trog in de bovenzijde die als uitloop van het onderste kaakgewricht dient. De omvang van het eigenlijke articulare is onduidelijk. Het angulare in de onderhoek van de kaak is maar licht gebogen en steekt met een dunne punt naar voren, welke een kleine raakvlak heeft met de eveneens dunne onderste tak van het dentarium.
Vooraan raken beide onderkaken elkaar in een korte symfyse. Het dentarium heeft een recht spleniale aan de binnenkant lopen. Daarachter bevindt zich aan de binnenzijde een prearticulare met een holle bovenrand en een bolle onderrand. Dat prearticulare en spleniale elkaar raken suggereert dat niet alleen het coronoïde uitsteeksel ontbreekt maar ook het coronoïde zelf. Achteraan is er een lang retroarticulair uitsteeksel, de aanhechting voor de musculus depressor mandibulae die de muil opent, dat naar binnen taps toeloopt. De tanden van het dentarium staan niet in afzonderlijke tandkassen maar in een gezamenlijke lengtegroeve.

#### Postcrania
Het aantal halswervels bedraagt minstens elf. De nekribben zijn niet aan de halswervels vergroeid. De halswervels zijn tamelijk laag en breed met lage doornuitsteeksels. Ze zijn opisthocoel: met een bolle voorkant en een holle achterkant. De voorste wervels zijn nog relatief kort maar de middelste uitgesproken langwerpig, tweemaal in lengte toenemend. De rechthoekige achterste gewrichtsuitsteeksels hebben kleine epipofysen aan hun basis. De halswervels hebben pneumatische uithollingen in hun zijkanten; die van de achterste wervels zijn erg groot.
De halswervels gaan geleidelijk over in de ruggenwervels. De voorste ruggenwervels zijn relatief breed en gekield met matig hoge, schuin naar achteren stekende, doornuitsteeksels. De ruggenwervels hebben geen pleurocoelen in hun zijkanten. De meeste wervels van de rug zijn opisthocoel maar een allerachterste wervel heeft een bolle achterkant, vermoedelijk als overgang naar de procoele, van voren holle, sacrale wervels van het heiligbeen. Dit kenmerk wordt gedeeld met Mononykus. De zeven sacrale wervels van het heiligbeen zijn van achteren bol. Ze zijn licht overdwars samengedrukt en de laatste wervel is gekield. Althans bij de voorste en middelste sacrale wervels zijn door doornuitsteeksels samengesmolten tot een doorlopende supraneurale plaat. Het aantal staartwervels bedraagt minstens twintig en misschien in totaal zo'n vijfendertig. De staartwervels zijn overdwars afgeplat en procoel. De voorste staartwervels zijn gekield. De meer achtergelegen wervels hebben juist een lange trog op de onderzijde. De zijuitsteeksels zijn driehoekig en schuin naar achteren en bezijden gericht. Minstens elf voorste staarwervels bezitten zulke "staartribben". De doornuitsteeksels zijn nauw in zijaanzicht en boven de, op zich ook weer achteraan geplaatste, achterste gewrichtsuitsteeksels gelegen. Deze processus spinosi lopen minstens tot en met de negende staartwervel door. In de staartbasis steken de voorste gewrichtsuitsteeksels voorbij de achterrand van de voorgaande wervel maar verderop niet meer: juist de basis is dus enigszins verstijfd. De wervels van de middelste staart zijn niet extreem verlengd. Ongeveer de eerste tien chevrons zijn hoger dan in zijaanzicht breed; daarna raken ze afgeplat en krijgen de vorm van een omgekeerde T.
Het schouderblad is recht, zowel in zijaanzicht als in bovenaanzicht. Alleen het allerbovenste uiteinde is iets naar onderen verbreed; het eindigt in een abrupte afsnede. De processus acromialis aan de onderste voorrand steekt nauwelijks uit. Het schoudergewricht is naar achteren en bezijden gericht. Het ravenbeksbeen is breder dan hoog, halvemaanvormig, en overdwars erg afgeplat. Een bult voor de aanhechting van de musculus biceps brachii ontbreekt. Een vorkbeen is niet aangetroffen en Chiappe suggereerde dat het helemaal ontbrak. De borstbeenderen zijn op hun middenlijn vergroeid tot een klein langwerpig element met een hoge kiel ontspruitend uit een brede basis. Het borstbeen articuleert met het ravenbeksbeen en heeft geen speciale uitsteeksels voor het contact met sternale ribben.
De arm, zeer kort maar breed, is sterk gereduceerd maar tegelijkertijd zeer robuust en krachtig. Het opperarmbeen is bovenaan krachtig ontwikkeld. Aan de binnenzijde van de kop bevindt zich een naar achteren en iets naar onderen gericht afstaand uitsteeksel dat naar zijn uiteinde afgerond taps toeloopt. De grote kop zelf is bol van voren en hol van achteren. Die achterzijde heeft geen pneumatische opening of groeve. De deltopectorale kam aan de voorzijde vormt een robuuste uitloper van de kop die er, anders dan bij Mononykus, niet speciaal van afstaat. Het ondervlak van het opperarmbeen, een enkelvoudige condyle, heeft een driehoekig profiel met een holle achterzijde. De ellepijp heeft boven achteraan een grote processus olecrani, om meer kracht te zetten. Het spaakbeen is korter en bovenaan met de ellepijp vergroeid tot een ulnoradiale. De middenhandsbeenderen zijn met een onderste carpale vergroeid tot één element, een carpometacarpale. Bij jongere dieren is de vergroeiing van het tweede en derde middenhandsbeen aan dit geheel echter niet volledig. Oorspronkelijk werd gedacht dat het geslacht (en andere leden van de  Alvarezsauridae) maar één vinger hadden, de eerste, maar IGM 100/975 bewaart ook een kootje van een andere vinger en IGM 100/120, hoewel bij nader inzien vermoedelijk geen exemplaar van Shuvuuia toont dat althans sommige alvarezsauriden een tweede en derde vinger bezaten die echter zwak ontwikkeld zijn. De duim is daarentegen sterk vergroot en draagt een grote klauw. Deze zou gebruikt kunnen zijn om insectennesten te openen en zijn lange, smalle snuit zou dan kunnen dienen om in de geopende nesten voedsel te zoeken. Vreemd is dat de duimklauw aan de onderste achterkant geen bult heeft voor de aanhechting van de krommende spier, maar een ruw beenplateau aan beide zijden doorboord door kleine foramina. Kennelijk zat hier een breed peescomplex aan vast. De formule van de vingerkootjes is wellicht 2-3-3-0-0 of 2-3-4-0-0; bij IGM 100/120 kon niet vastgesteld worden of de derde vinger drie of vier kootjes heeft.
Het is onduidelijk of de bekkenbeenderen vergroeid waren zoals bij Mononykus. Vermoedelijk heeft het darmbeen een wat korter en hoger voorblad dan achterblad; dit laatste is zijwaarts uitgebreid. Het achterblad heeft in de onderrand een ondiepe en matig brede groeve voor de aanhechting van de musculus caudofemoralis brevis. Boven het heupgewricht bevindt zich een stevige, ver naar achter en bezijden uitstekende, antitrochanter en daarboven ligt weer een aparte horizontale kam die zich niet verder dan de opening naar voren en achteren uitbreidt. Het zitbeen is zeer lang, erg slank en overdwars afgeplat. Er steekt geen processus obturatorius uit op de voorrand en evenmin zijn beide zitbeenderen vergroeid in een symfyse. Ook het schaambeen is lang en slank en onder een hoek van 45° naar achteren gericht, op korte afstand evenwijdig aan het zitbeen lopend, een zeer vogelachtig kenmerk. De schacht heeft een ronde doorsnede.
De achterpoten waren lang, smal en hadden korte tenen wat er op kan wijzen dat Shuvuuia snel kon lopen. Althans jonge dieren hebben een richlvormige vierde trochanter op de achterkant van de schacht van het dijbeen. De schacht van het scheenbeen is iets naar buiten gebogen. Over de onderste binnenkant van het scheenbeen loopt een scherpe richel. Een echte versmolten tibiotarsus ontbreekt hoewel sprongbeen en hielbeen wel hecht aan het scheenbeen verbonden zijn en daarbij met elkaar vergroeid. Het sprongbeen heeft aan zijn buitenkant een opgaande tak lopen die de onderzijde van het scheenbeen bedekt. Deze tak heeft een inkeping aan de binnenrand die de basis ervan echter niet bereikt. Het dunne kuitbeen raakt de enkel niet wat zich onafhankelijk van vogels ontwikkeld moet hebben daar dit bij meer basale alvarezsauriden wel het geval is. Van de onderste enkelbeenderen of is in ieder geval een vierde tarsale aanwezig, een plat element dat contact maakt met het vierde middenvoetsbeen.
De middenvoet doet op het eerste gezicht zeer vogelachtig aan en is smal en langgerekt terwijl het tweede en vierde middenvoetsbeen zowel bovenaan als onderaan duidelijk afstaan. Daarbij toont het de volle "arctometatarsale" conditie met een derde middenvoetsbeen dat helemaal van het voorvlak (of bovenvlak als men een horizontale positie van de voet als uitgangspunt neemt) is gedrongen. Overigens is het ook aan de zoolzijde over een groot deel van de lengte niet te zien, waar het tweede en vierde middenvoetsbeen elkaar vrijwel raken met een groeve ertussen. Minder vogelachtig is dat de middenvoetsbeenderen niet zijn vergroeid tot een tarsometatarsus. Het tweede en vierde middenvoetsbeen zijn even lang. Het vijfde middenvoetsbeen vormt wellicht een rudimentaire beensplinter aan de achterzijde van het vierde net als bij specimen IGM 100/99. Het eerste middenvoetsbeen is klein en recht, naar onderen taps toelopend. De middenvoetsbeenderen eindigen onderaan in goed ontwikkelde rolgewrichten.

### Veren
Specimen IGM 100/977 van Shuvuuia is omringd door smalle, holle, buisvormige structuren met een doorsnede van 0,2 millimeter die lijken op de centrale schachten (raches) van moderne veren. De structuren zijn hol, liggen bij elkaar in toefjes en staan haaks op het contour van het lichaam. Hoewel ze erg afgesleten en slecht gepreserveerd waren, toonde een biochemische analyse door Mary Schweitzer in 1999 dat de structuren vervalproducten bevatten van de proteïne bètakeratine en, nog belangrijker, dat er geen sporen waren van alfakeratine. Bètakeratine kan gevonden worden in de schubben en veren van reptielen en vogels, maar enkel vogelveren hebben bij moderne soorten absoluut geen alfakeratine. Dit toont dat Shuvuuia waarschijnlijk een "vacht" van veren had en tot de beperkte groep "gevederde dinosauriërs" met concreet bewijs voor het verenkleed behoorde. Overigens impliceert de analyse niet, zoals Chiappe beklemtoonde, dat Shuvuuia een vogel was: het is waarschijnlijk dat veren met de moderne samenstelling zich in het Mesozoïcum bij veel ruimere groepen hebben voorgedaan. Daarbij is het de vraag of de analyse werkelijk eiwitten van de veren te pakken kreeg of bacteriële vervuiling. In 2018 concludeerde een studie dat het niet om keratine ging.
Het verenkleed had vermoedelijk als hoofdfunctie het warmhouden van het vrij kleine dier dat zonder een lichaamsbedekking zijn lichaamswarmte lastig kon vasthouden. Van een mogelijke kleurtekening is niets concreets bekend.

## Fylogenie
Shuvuuia werd in 1998 in de Mononykinae geplaatst. Op dat moment werd hij door de beschrijvers beschouwd als een basale, "primitieve", vogel, als lid van een vroege tak in de vogelstamboom die in bouw erg afweek van zijn huidige verwanten en het vermogen tot vliegen weer was verloren. Voor de ontdekking van Shuvuuia waren al gelijksoortige fossielen (zoals Mononykus) gevonden, maar geen enkele met schedel. Door de ontdekking van een exemplaar met schedel kon men vaststellen dat deze dieren in staat waren tot "prokinesis", het verticaal bewegen van de snuit onafhankelijk van de rest van de schedel. Dit werd meestal beschouwd als een redelijk geavanceerde eigenschap van vogels, waardoor het opmerkelijk was om het te vinden in zo'n "primitief" exemplaar. Latere vondsten wezen er echter op dat de Alvarezsauridae, tot welke ruimere groep Shuvuuia behoorde, geen vogels waren en veel lager in de stamboom stonden, wellicht basaal in de Maniraptora of zelfs Coelurosauria. Dat zou betekenen dat de vele vogelachtige kenmerken in een proces van parallelle evolutie waren ontwikkeld
Modern cladistisch onderzoek wijst op een afgeleide, hoge, positie van Shuvuuia in de stamboom, in wat tegenwoordig de Mononykini heten, als een nauwe verwant van andere Aziatische alvarezsauriden, wellicht als zustersoort van Linhenykus.  Een mogelijke positie in de evolutionaire stamboom wordt getoond door het volgende kladogram:
|  | Patagonykus    |
|  |                |
|  | Bonapartenykus |
|  |                |

|  | Ceratonykus |
|  |             |
|  | Xixianykus  |
|  |             |
|  | Albinykus   |
|  |             |

|  | Albertonykus |
|  |              |
|  | Mononykus    |
|  |              |

|  | Linhenykus |
|  |            |
|  | Shuvuuia   |
|  |            |

|  | Albertonykus |
|  |              |
|  | Mononykus    |
|  |              |

|  | Linhenykus |
|  |            |
|  | Shuvuuia   |
|  |            |

|  | Albertonykus |
|  |              |
|  | Mononykus    |
|  |              |

|  | Linhenykus |
|  |            |
|  | Shuvuuia   |
|  |            |

|  | Albertonykus |
|  |              |
|  | Mononykus    |
|  |              |

|  | Linhenykus |
|  |            |
|  | Shuvuuia   |
|  |            |

|  | Ceratonykus |
|  |             |
|  | Xixianykus  |
|  |             |
|  | Albinykus   |
|  |             |

|  | Albertonykus |
|  |              |
|  | Mononykus    |
|  |              |

|  | Linhenykus |
|  |            |
|  | Shuvuuia   |
|  |            |

|  | Albertonykus |
|  |              |
|  | Mononykus    |
|  |              |

|  | Linhenykus |
|  |            |
|  | Shuvuuia   |
|  |            |

|  | Albertonykus |
|  |              |
|  | Mononykus    |
|  |              |

|  | Linhenykus |
|  |            |
|  | Shuvuuia   |
|  |            |

|  | Albertonykus |
|  |              |
|  | Mononykus    |
|  |              |

|  | Linhenykus |
|  |            |
|  | Shuvuuia   |
|  |            |

|  | Ceratonykus |
|  |             |
|  | Xixianykus  |
|  |             |
|  | Albinykus   |
|  |             |

|  | Albertonykus |
|  |              |
|  | Mononykus    |
|  |              |

|  | Linhenykus |
|  |            |
|  | Shuvuuia   |
|  |            |

|  | Albertonykus |
|  |              |
|  | Mononykus    |
|  |              |

|  | Linhenykus |
|  |            |
|  | Shuvuuia   |
|  |            |

|  | Albertonykus |
|  |              |
|  | Mononykus    |
|  |              |

|  | Linhenykus |
|  |            |
|  | Shuvuuia   |
|  |            |

|  | Albertonykus |
|  |              |
|  | Mononykus    |
|  |              |

|  | Linhenykus |
|  |            |
|  | Shuvuuia   |
|  |            |

|  | Ceratonykus |
|  |             |
|  | Xixianykus  |
|  |             |
|  | Albinykus   |
|  |             |

|  | Albertonykus |
|  |              |
|  | Mononykus    |
|  |              |

|  | Linhenykus |
|  |            |
|  | Shuvuuia   |
|  |            |

|  | Albertonykus |
|  |              |
|  | Mononykus    |
|  |              |

|  | Linhenykus |
|  |            |
|  | Shuvuuia   |
|  |            |

|  | Albertonykus |
|  |              |
|  | Mononykus    |
|  |              |

|  | Linhenykus |
|  |            |
|  | Shuvuuia   |
|  |            |

|  | Albertonykus |
|  |              |
|  | Mononykus    |
|  |              |

|  | Linhenykus |
|  |            |
|  | Shuvuuia   |
|  |            |

|  | Patagonykus    |
|  |                |
|  | Bonapartenykus |
|  |                |

|  | Ceratonykus |
|  |             |
|  | Xixianykus  |
|  |             |
|  | Albinykus   |
|  |             |

|  | Albertonykus |
|  |              |
|  | Mononykus    |
|  |              |

|  | Linhenykus |
|  |            |
|  | Shuvuuia   |
|  |            |

|  | Albertonykus |
|  |              |
|  | Mononykus    |
|  |              |

|  | Linhenykus |
|  |            |
|  | Shuvuuia   |
|  |            |

|  | Albertonykus |
|  |              |
|  | Mononykus    |
|  |              |

|  | Linhenykus |
|  |            |
|  | Shuvuuia   |
|  |            |

|  | Albertonykus |
|  |              |
|  | Mononykus    |
|  |              |

|  | Linhenykus |
|  |            |
|  | Shuvuuia   |
|  |            |

|  | Ceratonykus |
|  |             |
|  | Xixianykus  |
|  |             |
|  | Albinykus   |
|  |             |

|  | Albertonykus |
|  |              |
|  | Mononykus    |
|  |              |

|  | Linhenykus |
|  |            |
|  | Shuvuuia   |
|  |            |

|  | Albertonykus |
|  |              |
|  | Mononykus    |
|  |              |

|  | Linhenykus |
|  |            |
|  | Shuvuuia   |
|  |            |

|  | Albertonykus |
|  |              |
|  | Mononykus    |
|  |              |

|  | Linhenykus |
|  |            |
|  | Shuvuuia   |
|  |            |

|  | Albertonykus |
|  |              |
|  | Mononykus    |
|  |              |

|  | Linhenykus |
|  |            |
|  | Shuvuuia   |
|  |            |

|  | Ceratonykus |
|  |             |
|  | Xixianykus  |
|  |             |
|  | Albinykus   |
|  |             |

|  | Albertonykus |
|  |              |
|  | Mononykus    |
|  |              |

|  | Linhenykus |
|  |            |
|  | Shuvuuia   |
|  |            |

|  | Albertonykus |
|  |              |
|  | Mononykus    |
|  |              |

|  | Linhenykus |
|  |            |
|  | Shuvuuia   |
|  |            |

|  | Albertonykus |
|  |              |
|  | Mononykus    |
|  |              |

|  | Linhenykus |
|  |            |
|  | Shuvuuia   |
|  |            |

|  | Albertonykus |
|  |              |
|  | Mononykus    |
|  |              |

|  | Linhenykus |
|  |            |
|  | Shuvuuia   |
|  |            |

|  | Ceratonykus |
|  |             |
|  | Xixianykus  |
|  |             |
|  | Albinykus   |
|  |             |

|  | Albertonykus |
|  |              |
|  | Mononykus    |
|  |              |

|  | Linhenykus |
|  |            |
|  | Shuvuuia   |
|  |            |

|  | Albertonykus |
|  |              |
|  | Mononykus    |
|  |              |

|  | Linhenykus |
|  |            |
|  | Shuvuuia   |
|  |            |

|  | Albertonykus |
|  |              |
|  | Mononykus    |
|  |              |

|  | Linhenykus |
|  |            |
|  | Shuvuuia   |
|  |            |

|  | Albertonykus |
|  |              |
|  | Mononykus    |
|  |              |

|  | Linhenykus |
|  |            |
|  | Shuvuuia   |
|  |            |

## Levenswijze

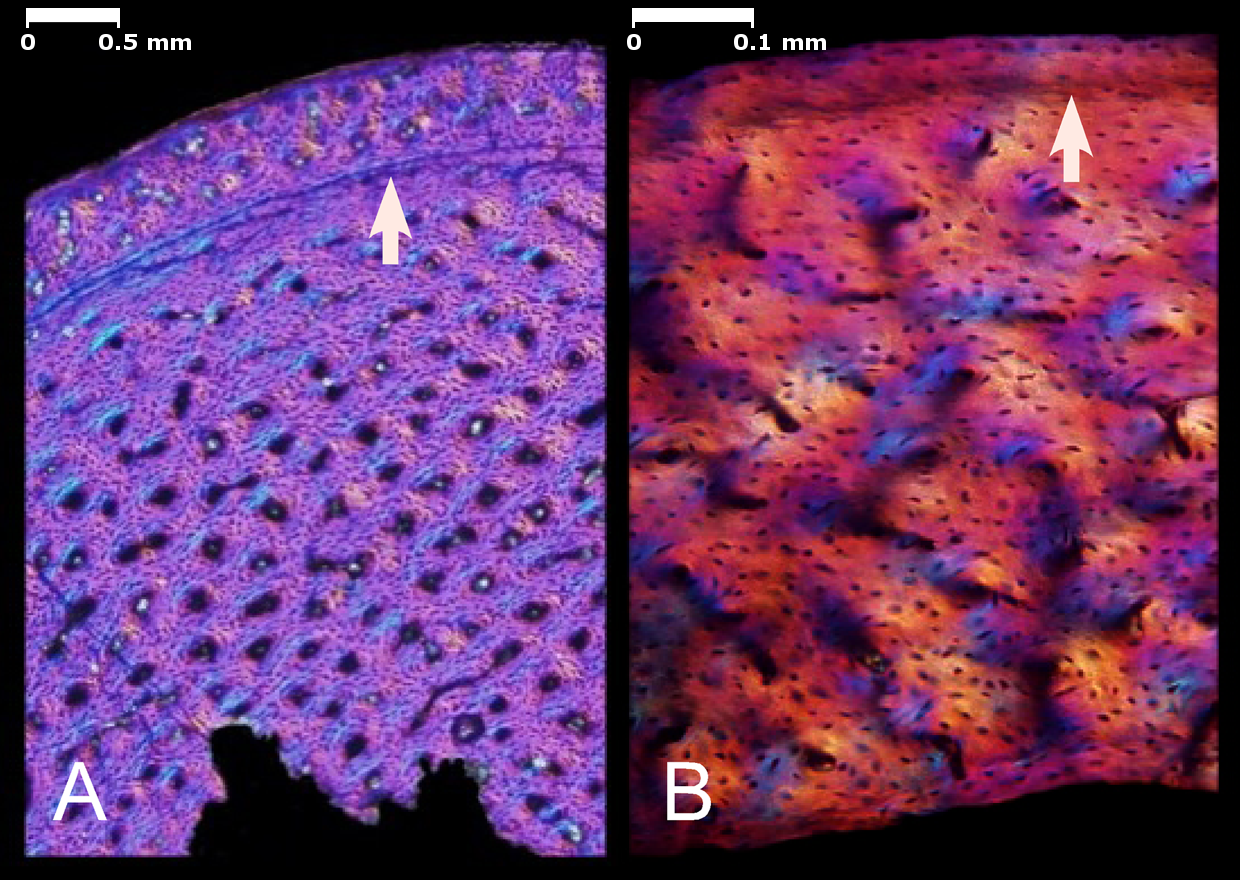
De botstructuur van Shuvuuia, links, vergeleken met die van de basale vogel Confuciusornis, rechts

### Voeding
Het is onbekend waarmee Shuvuuia zich voedde, maar het was waarschijnlijk een omnivoor wiens dieet hoofdzakelijk bestond uit insecten, hagedissen en misschien zelfs kleine zoogdieren. Men heeft gesuggereerd dat de rare voorpoten van dieren zoals Shuvuuia en Mononykus gebruikt werden om termietenheuvels te openen. Later onderzoek wees er echter op dat ze daarvoor misschien toch te zwak waren. Het kan zijn dat ze bast van bomen stripten om de daaronder levende insecten te eten. Een probleem voor beide hypothesen is dat bij zo'n klein dier de armen maar een zeer beperkt verticaal bereik hadden, hooguit een dertig centimeter. Andere geopperde functies zijn het omwoelen van een korstige bodem in een woestijnklimaat, het beklimmen van stammen, het doodknijpen van wat grotere prooidieren of het openbreken van vruchten om met de beweeglijk snuit er zaden uit te pikken. Geen van deze mogelijkheden is met de huidige gegevens eenvoudig te toetsen.
In 2021 concludeerde een studie dat Shuvuuia een nachtelijke jager was, gebaseerd op de grote lagena van het slakkenhuis in het oor die zou duiden op een superieur vermogen tot horen, vergelijkbaar met dat van de kerkuil. Dat zou bevestigd worden door de grote ogen. Dit werd weer weersproken door een studie uit 2025. De lagena was in 2021 vergeleken met de hoogte van de hersenpan maar die is bij basale theropoden een stuk lager dan bij moderne vogels. Shuvuuia zou geen hoger frequentiebereik hebben gehad dan een huidige kip.

### Stofwisseling
Een onderzoek uit 2009 naar de botstructuur van Shuvuuia wees uit dat de groei matig snel was, niet zo extreem als bij moderne vogels. Dat wijst op een matig niveau van warmbloedigheid, vergelijkbaar met de matig hoge stofwisseling die sommige huidige zoogdieren tonen.

## Shuvuuiaals cultureel fenomeen
Shuvuuia is onder het grotere publiek na Mononykus een van de bekendere alvarezsauriden, een gevolg van de aandacht die door populair-wetenschappelijke documentaires en publicaties aan de aansprekende Amerikaanse expedities in de Gobiwoestijn werd gegeven. Een shuvuuia komt voor in de eerste episode van de serie Dinosaur Planet van Discovery Channel, waar het dier bejaagd wordt door een velociraptor, maar uiteindelijk de prooi wordt van een oviraptor.